# Bodil Jørgensen
Bodil Jørgensen (* 3. März 1961 in Vejle) ist eine dänische Schauspielerin.
Bodil Jørgensen studierte von 1986 bis 1990 an der staatlichen Schauspielschule in Kopenhagen. Nach dieser Zeit war sie für einige Jahre am Theater und hatte erste Auftritte in Film und Fernsehen. Für ihre Hauptrolle der Karen in Lars von Triers Idioten wurde sie 1999 mit dem Bodil und dem Robert als beste Hauptdarstellerin ausgezeichnet. Auch für ihre Rollen in Smukke mennesker, Hvidsten gruppen, All inclusive und der Serie Rytteriet wurde sie jeweils mit einem Robert ausgezeichnet. 2007 erhielt sie den Lauritzen-Preis, 2010 den Teaterpokalen.

## Filmografie (Auswahl)
- 1998: Idioten (Idioterne)
- 2000: Fruen på Hamre
- 2003: Jesus und Josefine (Jesus & Josefine, Fernsehserie, 17 Folgen)
- 2003: Dänische Delikatessen (De grønne slagtere)
- 2005: Dark Horse (Voksne mennesker)
- 2010: Smukke mennesker
- 2010–2016: Rytteriet (Fernsehserie, 13 Folgen)
- 2012: Love Is All You Need (Den skaldede frisør)
- 2012: Hvidsten gruppen
- 2013–2018: Badehotellet (Fernsehserie, 33 Folgen)
- 2014: All inclusive
- 2015: Men & Chicken (Mænd & Høns)
- 2016: Parents (Forældre)